# Mesoleius pyriformis
Mesoleius pyriformis là một loài tò vò trong họ Ichneumonidae.